# Real McCoy

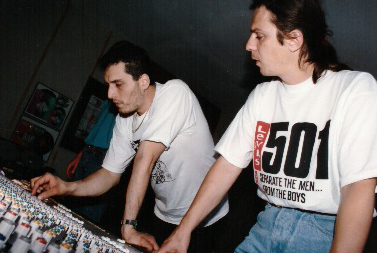
Frank Hassas och Jürgen Wind

Real McCoy är ett tyskt eurodance/pop-projekt som var internationellt framgångsrika under 1990-talet med hitlåtarna "Another Night","Automatic Lover (Call for Love)", "Run Away," "Love & Devotion," "Come and Get Your Love", "One More Time" och multi-platina-säljande albumet Another Night.
Innan 1995 var Real McCoy kända i Europa som M.C. Sar & The Real McCoy. Produktionsteamet Jürgen Wind (J. Wind) och Frank Hassas (Quickmix), skrev och producerade projektets största hits mellan 1993 och 1994 under namnet ”Freshline” i Berlin, Tyskland. Under de tidiga stadierna av gruppens europeiska framgångar 1994 frontade den tyske rapparen Olaf Jeglitza (O-Jay) och amerikanska sångerskan Patricia Petersen (Patsy) gruppen som en rap/sång-duo. I mitten av 1994 hade sångerskan Vanessa Mason hoppat på gruppen som en tredje medlem i liveshowen. På höjden av gruppens globala framgångar 1995 blev akten officiellt en trio med det förkortade namnet Real McCoy. Många år efter att gruppen splittrats avslöjades det att varken Petersen eller Mason var de riktiga sångerskorna. Båda hade tvärtom mimat från studiosångerskan Karin Kasars sång, i gruppens alla musikvideor och liveframträdanden mellan 1993 och 1995.
Det sista Real McCoy-albumet ”One More Time” släpptes 1997. Wind producerade utan Hassas inblandning. Han jobbade då i stället i en producentduo känd som The Berman Brothers och den uppställningen hade också producerat spår på ”Another Night”-albumet. Efter Petersens oväntade avsked från gruppen rekryterades sångerskan Lisa Cork till akten av amerikanska låtskrivaren och producenten Brent Argovitz. Eftersom Kasar inte längre var aktuell för att spela in sång till albumet fick Cork och Mason sjunga. Jeglitza och Argovitz jobbade också som låtskrivare för produktionen. Förstasingeln (också betitlad ”One More Time”) fick stor kommersiell framgång i Kanada och Australien, men försäljningssiffrorna för albumet och de uppföljande singlarna misslyckades i jämförelse med ”Another Night”. Det kommersiella bakslaget orsakade gruppens snabba upplösning 1997.
Mellan 1999 och 2000 släpptes två nya Real McCoy-singlar. En uppdaterad version av ”It’s On You” och en cover på ”Hey Now” släpptes med en helt ny lineup. Båda singlarna floppade vilket resulterade i en permanent upplösning av produktionsteamet. Under åren efter splittringen fortsatte Jeglitza släppa nya Real McCoy-singlar på egen hand utan Wind eller Hassas inblandning, men misslyckades framgångsmässigt med dessa.

## Karriär

### 1989–1990: Tidig framgång i Tyskland
Real McCoy var ursprungligen kända i Europa som M.C. Sar & The Real McCoy. De tidiga släppen var renodlade hiphouse-skivor. De tyska producenterna Jürgen Wind (J. Wind) och Frank Hassas (Quickmix) skrev och producerade för projektet medan den tyske rapparen Olaf Jeglitza medverkade endast med rap. Debutsingeln ”Pump Up The Jam – Rap” ( en cover på Technotronics debuthit) släpptes 1989. Wind producerade och mixade singeln med Hassas under deras musikproduktionsbolag Freshline Records, medan ZYX Records distribuerade singeln i Tyskland. Låten blev överraskande en hit då den nådde plats 16 på den tyska singellistan. Andrasingeln ”It’s On You” blev också en topp-hit i Tyskland och andra europeiska länder 1990. Sångerskan Patricia Petersen (Patsy) sjöng refrängen. Den växande framgången motiverade ZYX att be om en musikvideo till ”It’s On You” såväl som ett liveframträdande. En fransman med afrikanskt påbrå vid namn Georges ”Shampro” Mario hyrdes in som frontman och rappare för både liveakten och musikvideon. I verkligheten var Mario bara en läppsynkande artist som mimade Jeglitzas rap i liveframträdanden och musikvideor medan han marknadsfördes och krediterades som M.C. Sar. Fyra singlar till ("Don't Stop," "Make A Move," "Let's Talk About Love," och "No Showbo") samt ett album (On The Move!) släpptes senare. Alla dess misslyckades kommersiellt i jämförelse med de två första singlarna. Som ett resultat avslutade Freshline sitt samarbete med ZYX 1992.

### 1993–1995: Mainstream-framgångar med ”Another Night”
Sent 1992 hade Freshline formerat en ny deal med Hansa Records (BMG Berlin) för att släppa ny musik med M.C. Sar & The Real McCoy. Sedan dealen var klar bestämda Freshline och Hansa/BMG att drastiskt ändra sound och look på akten. Musikstilen i det nya projektet ändrades från hip house till eurodance och pop. Peterson ersattes av studiosångerskan Karin Kasar, men fortsatte fronta akten visuellt. Mario togs också permanent bort från projektet och senare befordrades Jeglitza till rollen som frontman. Medan Wind producerade projektets nya singel ”Another Night” med Hassas, jobbade han nära Hansas A&R-chef David Brunner och BMG Berlin-chefen Andy Selleneit för att tänka ut en framgångsstrategi för singlarna i Europa. Under de slutgiltiga stadierna av produktionen för ”Another Night” samarbetade en producentduo känd som The Berman Brothers med Wind för att utveckla remixer till singlarna. En av dessa remixer av bröderna valdes senare ut som den officiella singelversionen av låten.
När ”Another Night” släpptes sommaren 1993 blev den bara en mindre hit i Europa då den nådde nummer 18 i Tyskland och knappt tog sig in på topp 100 i flera andra länder. Kort efter singeln släpptes jobbade Wind med Brunner för att släppa Maxx-hitten ”Get-A-Way” genom Blow Up, den Stuttgart-baserade dancepop-sublabeln till Intercord. Då den släpptes i oktober 1993 blev den en stor kommersiell framgång i Europa jämsides med den ökande framgången för ”Another Night”.
I mitten på 1994 hade M.C. Sar & The Real McCoy slutligen börjat få framgång på listorna jämte den med Maxx hitlåtar ”Get-A-Way” och ”No More (I Can’t Stand It). Tack vare marknadsföringsansträngningar från BMG Canada, hade ”Another Night” plötsligt nått plats ett i Kanada under våren 1994 och stannat där i flera veckor. Uppföljarsinglarna ”Automatic Lover (Call For Love)” och ”Run Away” samt albumet ”Space Invaders” släpptes 1994 i Europa och blev framgångar på listorna de också. Under liveframträdanden och i musikvideor mimade Petersen Kasars sång medan Jeglitza uppträdde över utökade playbacks på sin egen röst. Sångerskan Vanessa Mason lades senare till liveakten det året som en kompletterande vokalist då hennes röst påminde om Kasars.
Efter att ha sett hur snabbt ”Another Night” nått plats ett i Kanada 1994, blev Arista Records vd Clive Davis intresserad av att ta M.C. Sar & The Real McCoy till den nordamerikanska marknaden. Detta var inte första gången Davis försökte få europeiska dansprojekt framstående i USA. Han hade tidigare tagit svenska danspopgruppen Ace Of Base till en massiv framgång i USA 1994. Då en ny deal skrivits under mellan Arista och BMG ändrades projektets namn till Real McCoy och en helt ny version av Space Invaders-albumet inklusive dess tre singlar planerades att släppas 1995. Projektet nyetablerades officiellt till en trio med Jeglitza, Petersen och Mason. Albumet bytte namn till ”Another Night”. Omslagsbilden, bildspråket och marknadsföringen av albumet förändrades totalt för att presenterade en lättare romantisk ton. Albumlåten ”Love & Devotion” valdes ut som fjärde singel. Flera albumlåtar togs bort och ett nytt producentteam togs in av Arista för att skriva och samproducera tre nya cover-låtar ("Come and Get Your Love," "Ooh Boy," och "If You Should Ever Be Lonely (Deep in the Night)") samt en nyskriven låt ("Sleeping with an Angel") för det nya släppet. ”Come And Get Your Love” blev den femte singeln och en dubbel a-side-singel med ”Ohh Boy” och ”Sleeping With An Angel” det sista singelsläppet.
Tack vare de gemensamma marknadsföringsansträngningarna av Arista och BMG, blev Rel McCoy en kommersiell framgång 1995. ”Another Night” nådde fort plats ett på de amerikanska danslistorna och stannade där i över 45 veckor. ”Run Away” uppnådde guldstatus i USA och silver i England. ”Come And Get Your Love” nådde också plats ett på USA:s danslistor. Den massiva kommersiella framgången för de tre singlarna förde Another Night-albumet till platinastatus i USA, Kanada och Australien. Medan Real McCoys framgång var på uppgång 1995 hade Maxx-projektet snabbt börjat gå neråt på grund av gruppens oförmåga att producera nya hits för de europeiska listorna. I slutet av 1995 upplöstes därför Maxx.

### 1997–1998: Gruppens upplösning efter One More Time-albumet
1997 släpptes ett nytt Real McCoy album: One More Time. Wind producerade utan Hassas inblandning. Den amerikanska låtskrivaren och producenten Brent Argovitz blev inblandad i produktionen medan han också jobbade med Jeglitza som låtskrivare. Producentteamet som innan det hyrdes in av Arista för Another Night-albumet återvände för att samproducera nya låtar. Berman-bröderna blev också indragna och producerade en Shania Twain-cover till albumet. Utöver det producerade de också nya remixer för singlarna till albumet. Tidigt i planeringsfasen hade Petersen oväntat lämnat projektet. Argovitz anställde då den nya sångerskan Lisa Cork som officiell ersättare. Som ett resultat spelade inte Kasar in sång för albumet, utan i stället Mason och Cork.
Jeglitza, Mason och Cork turnerade världen runt som Real McCoy och framträdde tillsammans i musikvideon för förstasingeln för albumet (också kallad ”One More Time”). Singeln peakade på plats 27 på Billboard Hot 100 och nådde platinastatus i Australien. Den blev dessutom en topp 20-hit på både rytm/dans-radio och Hot Dance Club Play-listan. Trots listframgångarna för singeln kunde inte albumet återupprepa framgångarna för det förra albumet Another Night. Två singlar till från albumet ("I Wanna Come" ) och (If You're Not in It for Love) I'm Outta Here!")  släpptes 1997 men floppade. De uteblivna framgångarna för albumet och de sista singlarna ledde till en snabb upplösning av lineupen 1997. 1998 återsläppte BMG Space Invaders-albumet med den nya titeln Real McCoy – Love / Devotion i Tyskland.

### 1999–2009: Fortsättning på Real McCoy och uppehåll
1999 och 2000 släpptes två nya Real McCoy-singlar med en helt ny lineup. Rapparen Jason Ammon och sångerskorna Gabriele Koopmans samt Ginger Maria Kamphuis markandsfördes som ”nya” Real McCoy. Första singeln med den nya lineupen var en nyinspelad version av ”It’s On You”. Koopmans och Kamphuis spelade in nya vokaler för låten medan Jeglitza rappade in sina i övrigt oförändrade verser på nytt. En musikvideo för singeln filmades i Miami med Ammon, Koopmans och Kamphuis samt en cameo av Jeglitza. Ammon mimade Jeglitzas rap i musikvideon. En andra singel döpt till ”Hey Now” släpptes 2000 med rap av Ammon och sång av Koopmans och Kamphuis. Båda singlarna floppade vilket resulterade i en upplösning av den nya lineupen.
Efter ett långt uppehåll började Jeglitza (under namnet Real McCoy) samarbeta med det polska bandet Ich Troje 2006 för att skapa låten ”Follow My Heart”. Heglitza och bandet representerade Polen i 2006 års Eurovision Song Contest, men låten lyckades inte kvalificera sig till finalen. Tidigt 2007 släpptes en ny Real McCoy-låt i Tyskland: ”People Are Still Having Sex”. Singeln var en cover på den kända La Tour-singeln med samma namn.
I augusti 2009 uppträdde Jeglitza som Real McCoy med sångerskorna Debbie Butts och Gemma Louise Sampson under DJ Bobos ”DJ Bobo and Friends”-konsert i Engelberg, Schweiz. Heglitza spelade också in låten ”Two Hearts” med Butts och Sampson, men låten släpptes aldrig officiellt.

### 2016–nutid: Real McCoys återupplivande
2016 återvände Jeglitza officiellt till att uppträda live med Real McCoy efter många års frånvaro. Han uppträder nu med den ursprungliga studiosångerskan Karin Kasar på 1990-talsfestivaler världen runt.

## Diskografi

### Album
| År   | Album                        | England | USA |
| ---- | ---------------------------- | ------- | --- |
| 1990 | "On The Move"                | —       | —   |
| 1993 | "Space Invaders"             | —       | —   |
| 1994 | "Another Night"              | #6      | #13 |
| 1997 | "One More Time"              | —       | #79 |
| 2003 | "Platinum & Gold Collection" | —       | —   |

### Singlar
| År   | Singel                            | England | USA | Australien | Irland | Frankrike | Tyskland | Schweiz | Österrike | Sverige |
| ---- | --------------------------------- | ------- | --- | ---------- | ------ | --------- | -------- | ------- | --------- | ------- |
| 1989 | "Pump Up The Jam"                 | —       | —   | —          | —      | —         | #16      | —       | —         | —       |
| 1990 | "It's On You"                     | —       | —   | —          | —      | #8        | #11      | #8      | #4        | —       |
| 1990 | "Don't Stop"                      | —       | —   | —          | —      | #19       | #41      | —       | —         | —       |
| 1990 | "Make A Move"                     | —       | —   | —          | —      | —         | —        | #29     | —         | —       |
| 1992 | "Let's Talk About Love"           | —       | —   | —          | —      | —         | —        | —       | —         | —       |
| 1992 | "No Showbo"                       | —       | —   | —          | —      | —         | —        | —       | —         | —       |
| 1993 | "Another Night"                   | #2      | #3  | #1         | #6     | #20       | #18      | #42     | #30       | #22     |
| 1994 | "Automatic Lover (Call For Love)" | #58     | #52 | #18        | —      | #38       | #20      | #32     | —         | #19     |
| 1994 | "Run Away"                        | #6      | #3  | #1         | #5     | —         | #22      | #25     | #24       | #11     |
| 1995 | "Love And Devotion"               | #11     | —   | #7         | #16    | —         | #37      | —       | #16       | #16     |
| 1995 | "Come And Get Your Love"          | #19     | #19 | #18        | #22    | —         | #53      | —       | —         | —       |
| 1995 | "Sleeping With An Angel"          | —       | —   | —          | —      | —         | —        | —       | —         | —       |
| 1995 | "Operator"                        | —       | —   | —          | —      | —         | —        | —       | —         | —       |
| 1997 | "One More Time"                   | #81     | #27 | #3         | —      | —         | #85      | —       | —         | —       |
| 1997 | "I Wanna Come (With You)"         | —       | —   | —          | —      | —         | —        | —       | —         | —       |
| 1997 | "If You're Not In It For Love"    | —       | —   | —          | —      | —         | —        | —       | —         | —       |
| 1998 | "Pump Up The Jam '98"             | —       | —   | —          | —      | —         | —        | —       | —         | —       |
| 1999 | "It's On You '99"                 | —       | —   | —          | —      | —         | —        | —       | —         | —       |
| 2000 | "Hey Now"                         | —       | —   | —          | —      | —         | —        | —       | —         | —       |
| 2003 | "Nite To Remember"                | —       | —   | —          | —      | —         | —        | —       | —         | —       |
| 2005 | "Slave 2 My Feelings"             | —       | —   | —          | —      | —         | —        | —       | —         | —       |
| 2006 | "4 The Lover"                     | —       | —   | —          | —      | —         | —        | —       | —         | —       |
| 2007 | "People Are Still Having Sex"     | —       | —   | —          | —      | —         | —        | —       | —         | —       |